# Greg Maddux
Gregory Alan „Greg“ Maddux (* 14. April 1966 in San Angelo, Texas) ist ein ehemaliger US-amerikanischer Baseball-Pitcher in der Major League Baseball (MLB).

## Biografie
Maddux wurde 1984 in der zweiten Draft-Runde von den Chicago Cubs ausgewählt. Sein Debüt feierte er im September 1986. Zu dieser Zeit war er der jüngste Spieler in der gesamten Liga. Nach 7 Jahren mit den Cubs unterschrieb Maddux 1993 bei den Atlanta Braves als Free Agent. In dieser Zeit warf er in 4 World Series und verbuchte einen Titelgewinn (1995). Er spielte bis 2003 in Atlanta, bevor er dann 2004 als Free-Agent zu den Cubs zurückwechselte.
Am 31. Juli 2006 wechselte Greg Maddux im Tausch mit Infielder Cesar Izturis zu den L.A. Dodgers, mit denen er 2006 die Playoffs erreichte. 2007 wechselte Maddux zu den San Diego Padres, kehrte aber im August 2008 zurück zu den Dodgers. Im Dezember desselben Jahres erklärte Maddux seinen Rücktritt vom aktiven Sport.
Maddux war im Jahr 1995 der erste Pitcher, der in 17 aufeinanderfolgenden Spielzeiten mindestens 15 Siege notierte. Cy Young, eine Legende unter den Baseballpitchern, hielt den bisherigen Rekord mit 15 aufeinanderfolgenden Spielzeiten.
In den 1990ern spielte er Seite an Seite mit John Smoltz und Tom Glavine, die eines der besten Pitching-Trios in der Geschichte des Sports bildeten. Maßgeblich beteiligt waren sie auch an den 10 Divisions-Titeln, die die Atlanta Braves von 1993 bis 2003 gewannen. Maddux warf in 11 Division-Series-, 15 League-Championship- und 5 World-Series-Spielen. Er hat einen ERA von 3,22 in 190 Innings in den Play-offs.
Er gilt als einer der besten Pitcher in der Geschichte der Major League Baseball und gehört zum Kreis der 22 Pitcher, die in der Geschichte der MLB mindestens 300 Siege feierten. Am 26. Juli 2005 konnte er seinen 3000. Strikeout feiern. Nur Maddux und Ferguson Jenkins haben 3000 Strikeouts und weniger als 1000 Walks auf ihrem Konto.
Mad Dog oder The Professor, wie seine Spitznamen lauten, ist einer der am höchsten dekorierten Baseballspieler. Den wichtigsten Preis, den Cy Young Award für den besten Pitcher, gewann er viermal in Serie (1992–1995). Ferner ist er als einer der besten Feldspieler auf seiner Position bekannt. Er erhielt 18 Gold-Glove-Auszeichnungen für den besten Verteidiger auf seiner Position, darunter 13 in Folge von 1990 bis 2002. Kein anderer Spieler in der Geschichte der MLB hat mehr. Außerdem nahm er acht Mal am Baseball All Star Game teil.